# Халкин, Владимир Алексеевич
Владимир Алексеевич Халкин (19 ноября 1928 года, Ростов-на-Дону — 12 мая 2003 года) — учёный-химик, член-корреспондент РАЕН, лауреат премии имени В. Г. Хлопина (1998).

## Биография
Родился 19 ноября 1928 года в Ростове-на-Дону.
В 1951 году — окончил инженерный физико-химический факультет МХТИ.
С 1951 по 1955 годы — учеба в аспирантуре ГЕОХИ АН СССР. Под руководством академика А. П. Виноградова выполняет работу по теме, связанной с исследованиями, проводимыми на «Маяке» (Челябинская область, в рамках Атомного проекта СССР), где неоднократно бывал в командировках (1952—1954 годы). Также в этот период участвовал в работах по определению продуктов ядерных реакций под действием протонов высоких энергий, проводимых под руководством А. П. Виноградова и Б. В. Курчатова в Гидротехнической лаборатории АН СССР (ГТЛ) в Ново-Иванькове.
В 1955 году — защитил кандидатскую диссертацию и был направлен в Институт ядерных проблем АН СССР (Дубна), где работал до последних лет жизни.
В 1964 году — назначен руководителем радиохимического сектора НЭОЯСиРХ (научно-экспериментальный отдел ядерной спектроскопии и радиохимии).
В 1973 году — защитил докторскую диссертацию.
Умер 12 мая 2003 года.

## Научная деятельность
Вел исследования в области радиохимии, как фундаментальные, так и научно-прикладные.
Основные направления:
- радиохимия астата (искусственный элемент, получаемый только в ядерных реакциях)
- разработка методов получения радионуклидов для ядерной спектроскопии и ядерной медицины
- электромиграционные исследования поведения ультрамикроколичеств элементов
- исследования ядерных реакций методами радиохимии

Провел большую организационную работу по созданию первоклассной радиохимической лаборатории в ЛЯП ОИЯИ.
Автор более чем 250 публикаций, в числе которых три обзора по химии редкоземельных элементов и астата, 15 изобретений и 3 зарубежных патента.

### Публикации
- Tsoupko-Sitnikov V., Norseev Yu., Khalkin V. Generator of actinium-225 // Journal of Radioanalytical and Nuclear Chemistry. 1996. Т. 205. № 1. С. 75-83.
- Zaitseva N.G., Deptula C., Knotek O., Khan K.S., Mikolaewski S., Mikec P., Rurarz E., Khalkin V.A., Konov V.A., Popinenkova L.M. Cross sections for the 100 mev proton-induced nuclear reactions and yields of some radionuclides used in nuclear medicine // Radiochimica Acta. 1991. Т. 54. № 2. С. 57-72.

## Общественная деятельность
Был избран членом-корреспондентом РАЕН.
Вел педагогическую деятельность в должности профессора Дубненского университета на кафедре химии.
Под его руководством было защищено более 20 кандидатских и 4 докторских диссертации.
Был членом Межведомственного научного совета по радиохимии при президиуме РАН и Минатоме РФ.

## Награды
- Золотая медаль ВДНХ
- Премия имени В. Г. Хлопина (за 1998 год, совместно с Ю. В. Норсеевым) — за серию работ «Открытие и исследование свойств новых неорганических и органических соединений астата»
- звание «Почетный доктор ОИЯИ» (2002)